# 湯姆斯河
湯姆斯河是美國新澤西州海洋縣的縣治。根據2010年人口普查，本城共有人口91,239人 ，相對2000年來說上升了1,533人，即上升了1.7%。而2000年的人口相對1990年來說則上升了13,335人，即上升了17.5%。

## 地理
湯姆斯河的座標為39°59′40″N 74°09′58″W / 39.994314°N 74.166214°W（39.994314,-74.166214）。根據2000年人口普查，本城面積為52.884平方英里（136.97平方），其中40.488平方英里（104.86平方）為陸地，32.105平方英里（83.15平方）為水域，佔總面積的23.44%。